# Lá Fora
Lá Fora é um filme de Fernando Lopes, que conta com a participação de Alexandra Lencastre e Rogério Samora como protagonistas.

## Elenco
Intervêm ainda no enredo os actores:
- Joaquim Leitão
- Susana Borges
- Miguel Guilherme
- Cristóvão Campos
- Ana Zanatti
- Maria João Abreu
- Miguel Jessen
- Núria Mência
- Sofia Bénard
- Rui Morisson